# Sistema de dades mostrejades
En teoria de sistemes, un sistema de dades mostrejades és un sistema de control en el qual la planta (contínua) es controla amb un dispositiu digital. Sota mostreig periòdic, el sistema de dades mostrejades varia amb el temps però també és periòdic, per la qual cosa es pot modelar amb un sistema simplificat discret que s'obté discretitzant la planta. Tanmateix, aquest model discret no captura el comportament intermostral del sistema real, el qual pot ser important en segons quina aplicació.